# البابا المزيف يوحنا الثالث والعشرون
بالداسار كوسا (نحو 1370 - 22 ديسمبر 1419) هو البابا المزيف يوحنا الثالث والعشرون من مجمع بيزا (1410-1415) أثناء الانشقاق الغربي. وتعتبره الكنيسة الكاثوليكية بمثابة البابا المزيف، حيث عارض البابا غريغوري الثاني عشر الذي تعترف الكنيسة الكاثوليكية الآن بأنه الخليفة الشرعي للقديس بطرس. وكان أيضًا خصمًا للبابا بنديكتوس الثالث عشر، الذي اعترف به رجال الدين والملكية الفرنسية باعتباره البابا الشرعي.
ولد كوسا في مملكة نابولي. وشغل منصب المندوب البابوي في رومانيا في عام 1403. وشارك في مجمع بيزا عام 1408، الذي سعى لإنهاء الانشقاق الغربي بانتخاب البابا البديل الثالث. وفي عام 1410 خلف البابا المزيف ألكسندر الخامس، وأخذ الاسم يوحنا الثالث والعشرون. وبتحريض من سيغيسموند ملك الرومان دعا البابا يوحنا إلى مجمع كونستانس لعام 1413، الذي خلع يوحنا الثالث والعشرين وبنديكتوس الثالث عشر، وقبل استقالة غريغوريوس الثاني عشر، وانتخب البابا مارتن الخامس ليحل محلهم، وبالتالي إنهاء الانشقاق. ثم حوكم يوحنا الثالث والعشرون على جرائم مختلفة، على الرغم من أن الروايات اللاحقة تشكك في صحة تلك الاتهامات. وقرب نهاية حياته أعاد كوسا علاقته بالكنيسة وعينه البابا مارتن الخامس الكاردينال أسقف فراسكاتي.

## حياته المبكرة
ولد بالداسار كوسا في جزيرة بروسيدا في مملكة نابولي، وهو ابن جيوفاني كوسا لورد بروسيدا. بدأ حياته بمهنة عسكرية، وشارك في الحرب النابولية الأنجوية. وحُكم على شقيقيه بالإعدام بتهمة القرصنة من قبل لادسلاو ملك نابولي.
درس القانون في جامعة بولونيا وحصل على الدكتوراه في القانون المدني والقانون الكنسي. وفي عام 1392 التحق بخدمة البابا بونيفاس التاسع، ربما بناءً على حث من عائلته، وعمل أولًا في بولونيا ثم في روما. (بدأ الانشقاق الغربي في عام 1378، وكان هناك اثنان من الباباوات المتنافسين في ذلك الوقت، أحدهما في أفنيون بدعم من فرنسا وإسبانيا، والآخر في روما بدعم من معظم إيطاليا وألمانيا وإنجلترا). وفي عام 1386 أصبح كاهنًا في كاتدرائية بولونيا. وفي عام 1396 أصبح رئيس الشمامسة في بولونيا. وأصبح الكاردينال الشماس للقديس أوستاكيوس عام 1402 والمندوب البابوي في رومانيا عام 1403. ويصف يوهان بيتر كيرش كوسا بأنه «ذو تفكير دنيوي تمامًا وطموح وماكر وعديم الضمير وغير أخلاقي، وهو جندي صالح ولكن ليس رجل كنيسة». وفي هذا الوقت كان لدى كوسا أيضًا بعض الروابط مع عصابات اللصوص المحلية، والتي غالبًا ما كانت تُستخدم لترهيب منافسيه والهجوم على العربات. وقد أضافت هذه الروابط قوة لنفوذه وسلطته في المنطقة.

## دوره في الانشقاق الغربي

### مجمع بيزا
كان الكاردينال كوسا أحد الكرادلة السبعة الذين سحبوا ولاءهم من البابا غريغوري الثاني عشر في مايو عام 1408، مشيرًا إلى أنه حنث بقسمه الرسمي بعدم تعيين كرادلة جدد دون التشاور معهم مسبقًا. وبصحبة هؤلاء الكرادلة الذين كانوا يتبعون البابا المزيف بنديكت الثالث عشر من أفنيون عقدوا مجمع بيزا، والذي أصبح كوسا شخصية بارزة فيه. كان هدف المجمع إنهاء الانشقاق. ولهذه الغاية خلعوا كلًا من غريغوري الثاني عشر وبنديكتوس الثالث عشر وانتخبوا البابا الجديد ألكسندر الخامس في عام 1409. تجاهل كل من غريغوري وبنديكت هذا القرار، بحيث أصبح هناك ثلاثة مطالبين متزامنين بالبابوية.

### انتخاب البابوية
توفي ألكسندر الخامس بعد فترة وجيزة، وفي 25 مايو عام 1410 جرى تعيين كوسا أسقفًا، وأخذ اسم يوحنا الثالث والعشرون. وكان قد أصبح كاهنًا قبل يوم واحد فقط. جرى الاعتراف بالبابا يوحنا الثالث والعشرون من قبل فرنسا وإنجلترا وبوهيميا والبرتغال وأجزاء من الإمبراطورية الرومانية المقدسة والعديد من دول المدن في شمال إيطاليا، بما في ذلك فلورنسا والبندقية وبطريركية أكويليا؛ وفي البداية في عام 1411-1413 من قبل المجر وبولندا، اعتبر بابا أفنيون بنديكتوس الثالث عشر بابا من قبل ممالك أرغون وقشتالة وصقلية وإسكتلندا وكان لا يزال غريغوري الثاني عشر مفضلًا من قبل لادسلاو ملك نابولي، وكارلو الأول مالاتيستا، وأمراء بافاريا، ولويس الثالث ناخب بالاتينات، وأجزاء من ألمانيا وبولندا. وجعل يوحنا الثالث والعشرون بنك ميديشي بنك البابوية، ما ساهم بشكل كبير في ثروة العائلة ومكانتها.
كان العدو الرئيسي ليوحنا هو لادسلاو ملك نابولي، الذي حمى غريغوري الثاني عشر في روما. وبعد انتخاب يوحنا لمنصب البابا أمضى عامًا في بولونيا ثم انضم إلى لويس الثاني دوق أنجو في حملته ضد لادسلاو. وثبت أن الانتصار الأولي لم يدم طويلًا واستعاد لادسلاو روما في مايو من عام 1413، ما أجبر يوحنا على الفرار إلى فلورنسا. وفي فلورنسا التقى سيغيسموند ملك الرومان. أراد سيغيسموند إنهاء الانشقاق وحث يوحنا على استدعاء مجمع عام. وفعل يوحنا ذلك بتردد، في البداية حاول عقد المجمع في إيطاليا (وليس في مدينة إمبراطورية ألمانية، كما أراد سيغيسموند). وانعقد مجمع كونستانس في 30 أكتوبر عام 1413. وخلال الدورة الثالثة، أجاز المنافس البابا غريغوري الثاني عشر المجمع أيضًا. وقرر المجمع أن الباباوات الثلاثة يجب أن يتنازلوا عن لقبهم وأن يجري انتخاب بابا جديد.

### هروبه من مجمع كونستانس
في مارس هرب يوحنا من كونستانس متنكرًا بزي ساعي بريد. وفقًا لسجل كلينغنبرغ، الذي كتبه عميل نبيل لفريدريخ الرابع دوق النمسا، سافر يوحنا الثالث والعشرون عبر نهر الراين إلى شافهاوزن بواسطة قارب، بينما رافقه فريدريخ مع مجموعة صغيرة من الرجال على ظهور الخيل. كان هناك احتجاج شديد في كونستانس عندما اكتشفوا أن يوحنا قد فر، وكان سيغيسموند غاضبًا من هذه الانتكاسة لخططه لإنهاء الانشقاق. وأصدر ملك الرومان أوامر لجميع السلطات في الراين الأعلى وفي شوابيا تفيد بأنه قد أعلن فريدريخ خارجًا عن القانون وأن أراضيه وممتلكاته قد جرت مصادرتها. وأدى هذا في الوقت المناسب إلى قدر كبير من الاضطرابات السياسية والعديد من الخسائر النمساوية في المنطقة، ولا سيما في أرجاو أمام الاتحاد السويسري.
في غضون ذلك هرب البابا المزيف يوحنا الثالث والعشرون وفريدريخ إلى أسفل النهر على طول نهر الراين إلى مدينة فرايبورغ إم بريسغاو، التي اعترفت بدوق النمسا بصفته لوردًا. وهناك لحق بهما ملازم سيغيسموند لودفيغ الثالث ناخب بالاتينات. وأقنع فريدريخ بأنه سيخسر الكثير بإيوائه البابا الهارب، ووافق الدوق النمساوي على تسليم نفسه ويوحنا والعودة إلى كونستانس.

### عزله
عُزل يوحنا من قبل المجمع أثناء غيابه، وعند عودته حوكم بتهمة الهرطقة والسيمونية والانشقاق والفجور، وأدين بجميع التهم الموجهة إليه. كتب المؤرخ في القرن الثامن عشر إدوارد جيبون: «جرى إلغاء المزيد من التهم الفاضحة؛ واتهم نائب المسيح بالقرصنة والاغتصاب واللواط والقتل وسفاح القربى». جرى تسليم يوحنا إلى لودفيغ الثالث ناخب بالاتينات، الذي سجنه لعدة أشهر في هايدلبرغ ومانهايم. ورفض المطالب الأخير المتبقي في أفنيون بنديكتوس الثالث عشر الاستقالة وجرى طرده. ثم انتخب مارتن الخامس بابا جديدًا في عام 1417.